# Calvert (Alabama)
Calvert es un lugar designado por el censo ubicado en el condado de Mobile en el estado estadounidense de Alabama. En el año 2010 tenía una población de 277 habitantes.

## Geografía
Calvert se encuentra ubicado en las coordenadas 31°9′16″N 88°0′36″O / 31.15444, -88.01000.